# 삼보주
삼보주(중국어: 三步走)는 중국어로 ‘세 발자국을 걷다’라는 뜻으로, 덩샤오핑(鄧小平)이 1979년 당시 일본 수상이었던 오히라 마사요시(大平正芳)와 회견을 가질 때, 최초로 제시한 현대화 발전전략에 대한 개념이다. 구체적인 내용은 다음과 같다.
 제 1보, 1981년부터 1990년까지 국민총생산액을 두배로 증가시켜, 인민의 기본적인 의식(衣食) 문제를 해결한다.

제 2보, 1991년부터 20세기 말까지, 국민총생산액을 두배로 증가시켜, 인민 생활의 수준을 소강(小康)의 수준으로 끌어올린다.

제 3보, 21세기 중엽까지, 일인당 평균 국민총생산액을 중진국의 수준에 이르게 하여 인민들이 비교적 부유한 생활을 향유할 수 있게 하며 기본적인 현대화를 실현한다. 이후, 이러한 기초 위에서 지속적인 발전을 도모한다.

중국 공산당은 제 14회, 15회 전국인민대표회의에서 덩샤오핑의 이러한 구상에 근거하여, 중국 사회주의의 초급 단계 사회경제발전의 전략목표로 중국에 부강, 민주, 문명의 사회주의현대화국가를 건설하고, 중국을 빈곤과 낙후로부터 벗어나게 하여 기본적인 현대화를 이룬 사회로 실현시킨다'고 명확히 밝힌바 있다.